# Бистрица (град)
Вижте пояснителната страница за други значения на Бистрица.
Бистрица (на румънски: Bistriţa; на унгарски: Beszterce; на немски: Bistritz) е град и административен център на окръг Бистрица-Насауд, Трансилвания, Румъния. Едноименната река Бистрица пресича града. Населението на града е 75 076 души (по данни от преброяването от 2011 г.).

## История
Най-ранните археологически свидетелства за обитаване на района са от епохата на неолита. През XII век в областта се установяват печенеги, а градът е създаден около 1206 година от сасите, главно бежанци, осъдени и бедни хора, търсещи земи. Градът се споменава в документ от 1241 година, когато „Пазара Ноза“ (Nösen) е разрушен от монголците. Градски права Бистрица получава през 1353 година. През Средновековието градът е важен търговски център, известен като една от „7-те крепости на Трансилвания“.
След Втората световна война немското население (т.н. „саси“), населявало града, е депортирано в Съветския съюз. От там, сашите предпочитат по-късно да емигрират в Германия или в Австрия. Малцина са тези, които се връщат в родния град. През 1992 година в града има едва 544 немци.

## Култура
Забележителна е евангелистката църква в града, построена първоначално в романски стил и разширена през втората половина на XIV век в готически стил. Кулата на църквата е издигната между 1487 и 1519 година. Висока е 74 метра и е една от най-високите готически кули в Трансилвания.
Интерес представлява и градският Исторически музей с тракийски и келтски експонати.